# Titan (Trägerrakete)
Die Titan-Rakete wurde ursprünglich als militärische Interkontinentalrakete von Martin Marietta gebaut. Sie fand jedoch später ihre Hauptanwendung als Trägerrakete in der Raumfahrt. Die Titan war von den USA eigentlich als Ersatz für die Atlas-Interkontinentalrakete konzipiert. Durch vielfältige Modifikationen entstand eine ganze Familie von Interkontinental- und Trägerraketen.

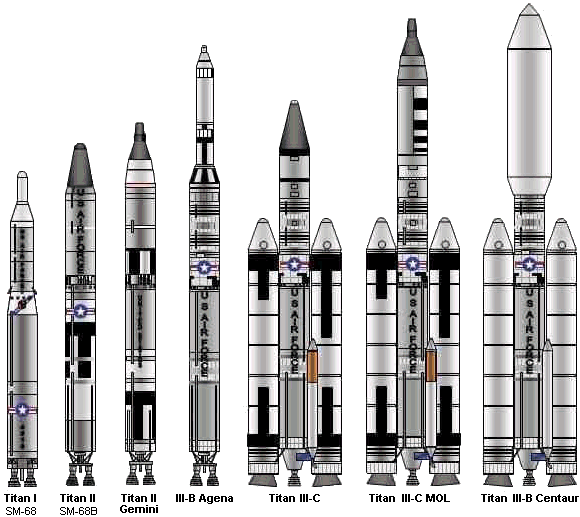
Titan-Raketenfamilie

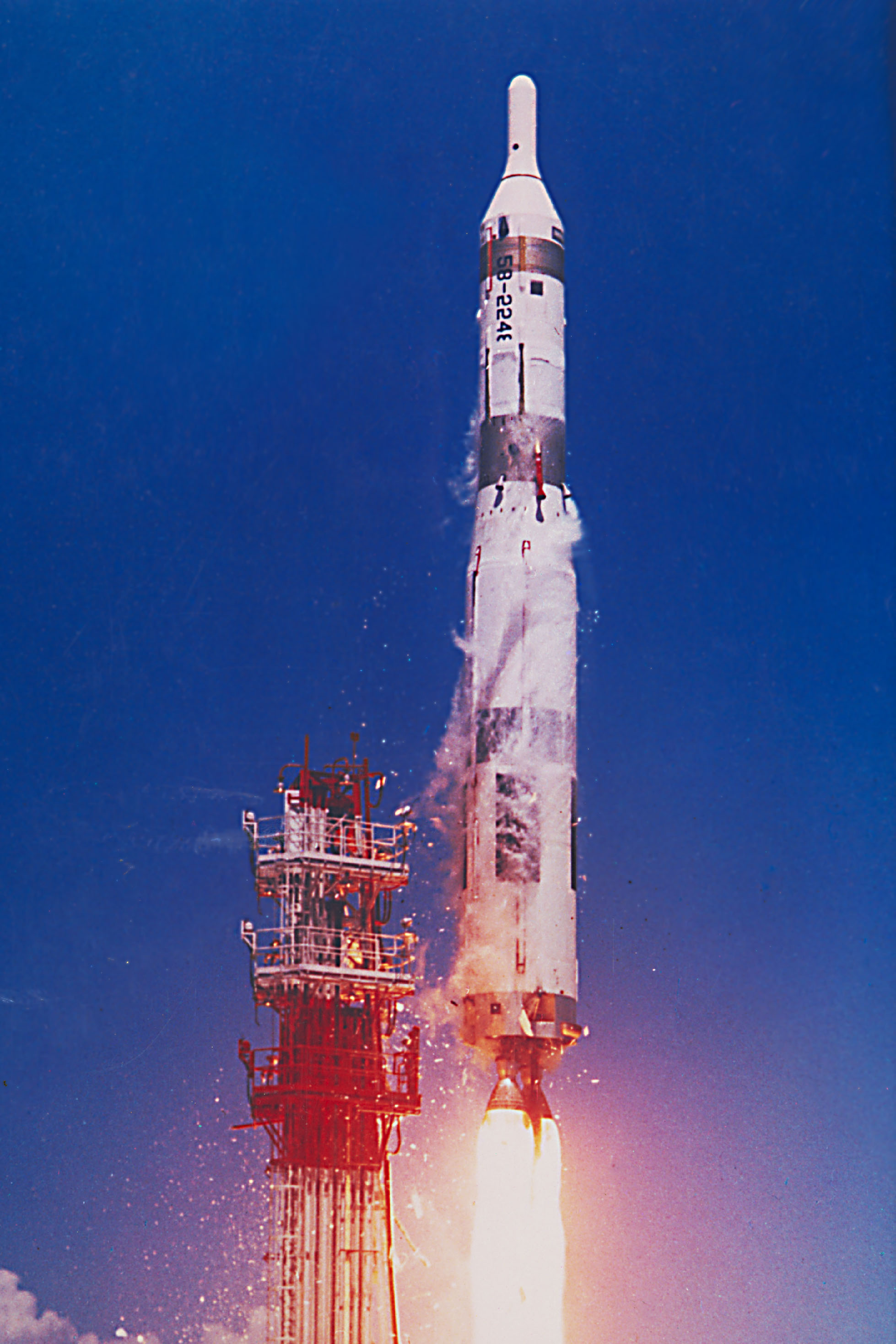
Start einer Titan-I-Interkontinentalrakete

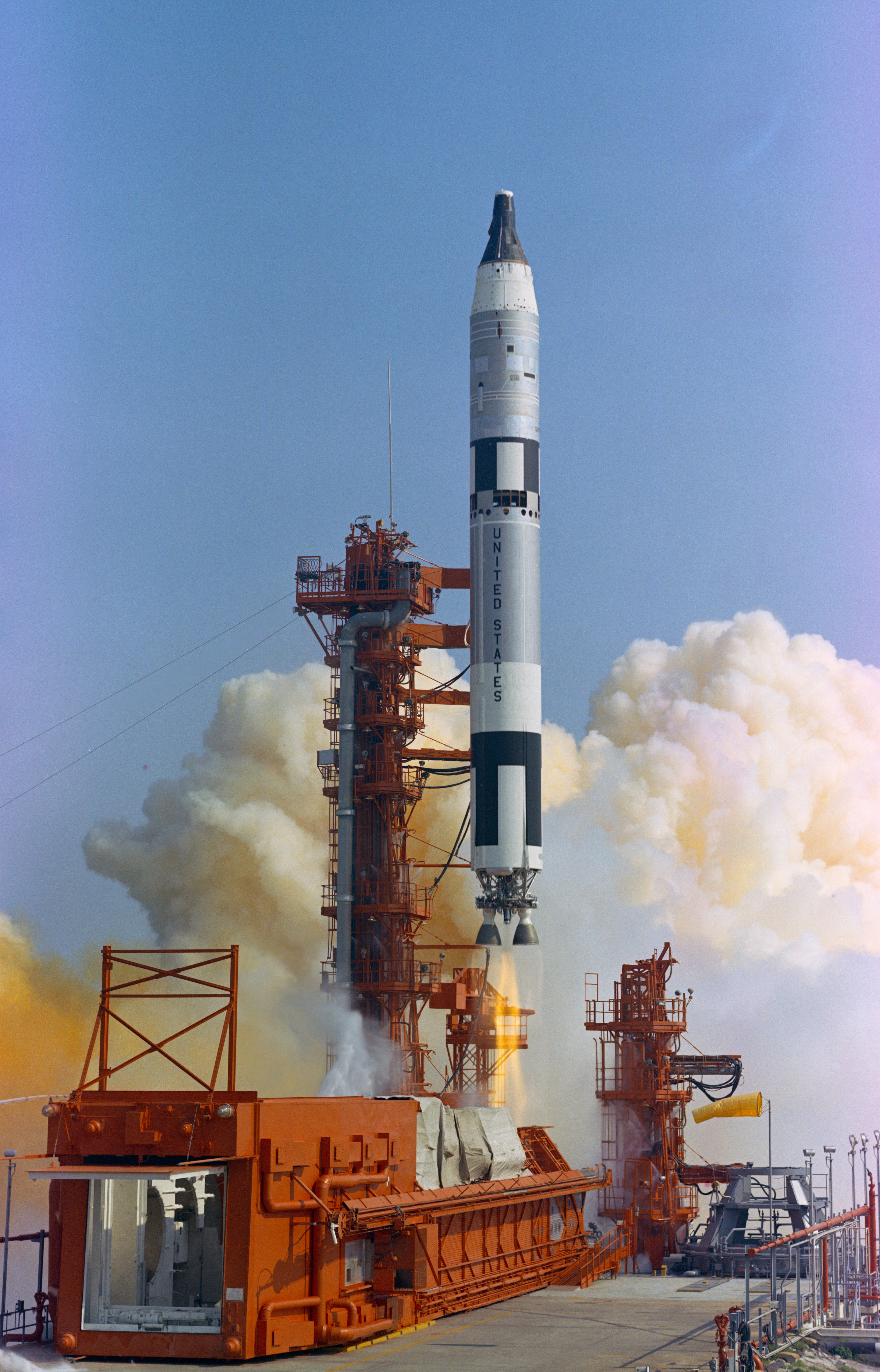
Start einer Titan-II-Rakete mit Gemini-Raumschiff

## Titan I, II und Titan II Gemini

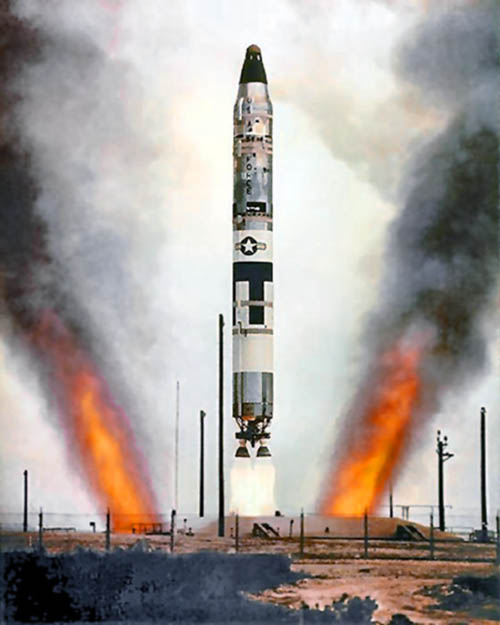
Eine Titan II startet aus einem Silo zu einem Testflug

Die Entwicklung der Titan I begann 1955. Aufgrund ihrer mangelnden Zuverlässigkeit und der langwierigen Startvorbereitungen war sie als Gegenschlagswaffe nicht geeignet. (Aus Sicherheitsgründen musste die Rakete vor dem Start aus dem Silo gefahren werden, weil sonst Explosionsgefahr durch den verdampfenden Oxidator Sauerstoff bestand.) Schon während der Erprobung der Titan I wurde deshalb mit der Entwicklung der Titan II begonnen, die aufgrund der Treibstoffkombination (Stickstofftetroxid/Aerozin 50) problemlos aus Silos starten konnte. Titan II gehörten von 1963 bis 1987 zum Arsenal der landgestützten strategischen Interkontinentalraketen der USA. Dieses schwerste jemals verwendete amerikanische ICBM-System, vorgesehen zur Zerstörung der am stärksten verbunkerten sowjetischen Einrichtungen, trug einen Mk-6/W53-Sprengkopf (9 MT). In den 1970er Jahren waren 54 Raketen (1984 noch 37) auf drei SAC-Basen in Arizona, Kansas und Arkansas stationiert.
Neben dem Militär interessierte sich schon frühzeitig die NASA für die Rakete. Sie wählte im November 1963 (noch während ihrer Entwicklung) die Titan II als Träger der zweisitzigen Gemini-Raumschiffe, da kein anderer Träger zu diesem Zeitpunkt eine solche Nutzlast (3,6 t) tragen konnte. Sie diente in abgewandelter Form auch als Träger für verschiedene unbemannte militärische Satelliten. Die letzte Titan II (Variante Titan 23G) startete 2003 einen militärischen Wettersatelliten.

## Titan III

### Titan IIIA, IIIB, 34B

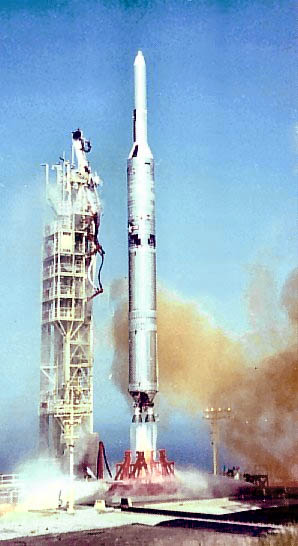
Titan-IIIB-Agena-D-Start mit einem KH-8-Spionagesatelliten

Als Weiterentwicklung der Titan II wurde ab 1962 für die US Air Force eine Trägerrakete entwickelt, die über eine zusätzliche dritte Stufe verfügte. Diese Variante, die Titan IIIA (mit der „Transtage“-Oberstufe), kam nicht über das Erprobungsstadium hinaus. Viel erfolgreicher wurde die Titan IIIB (mit Agena-D als Oberstufe). Sie wurde in großer Stückzahl zum Start von Spionagesatelliten verwendet, die für den Start mit der Agena ausgelegt waren und diese verwenden mussten. Mitte der 1970er Jahre wurden auch die beiden Stufen der Titan III weiter verbessert und zur Aufnahme von mehr Treibstoff verlängert, wodurch die Titan 34B mit Agena-Oberstufe entstand.

### Titan IIIC und IIID
Der nächste Entwicklungssprung bestand in der Titan IIIC, die durch zwei seitlich angebrachte große Feststoff-Booster und modifizierte Erststufen über eine wesentlich höhere Nutzlast (> 12 t in niedrige Erdumlaufbahnen) verfügte. Anders als bei allen anderen Raketen wurde die erste Stufe nicht zusammen mit den Boostern, sondern erst kurz vor deren Ausbrennen gezündet. Die Booster der Titan-IIIC- bis -IVB-Raketen stellten dadurch eine aus zwei Teilen bestehende, der bisherigen ersten Stufe vorgeschaltete Stufe dar. Weil man die Bezeichnung der bisherigen Stufen nicht ändern wollte, wurden die Booster deshalb als „nullte Stufe“ bezeichnet. Die Titan-Raketen waren deshalb Bündel- und nicht Parallelstufenraketen. Die Titan IIIC verwendete die Transtage als Oberstufe und wurde ab 1965 eingesetzt. Sie konnte Satelliten direkt in geostationäre Umlaufbahnen bringen.
Es folgte die Titan IIID (IIIC ohne Oberstufe ab 1971) für den Start von Spionagesatelliten in niedrige Umlaufbahnen.

### Titan IIIE/Centaur

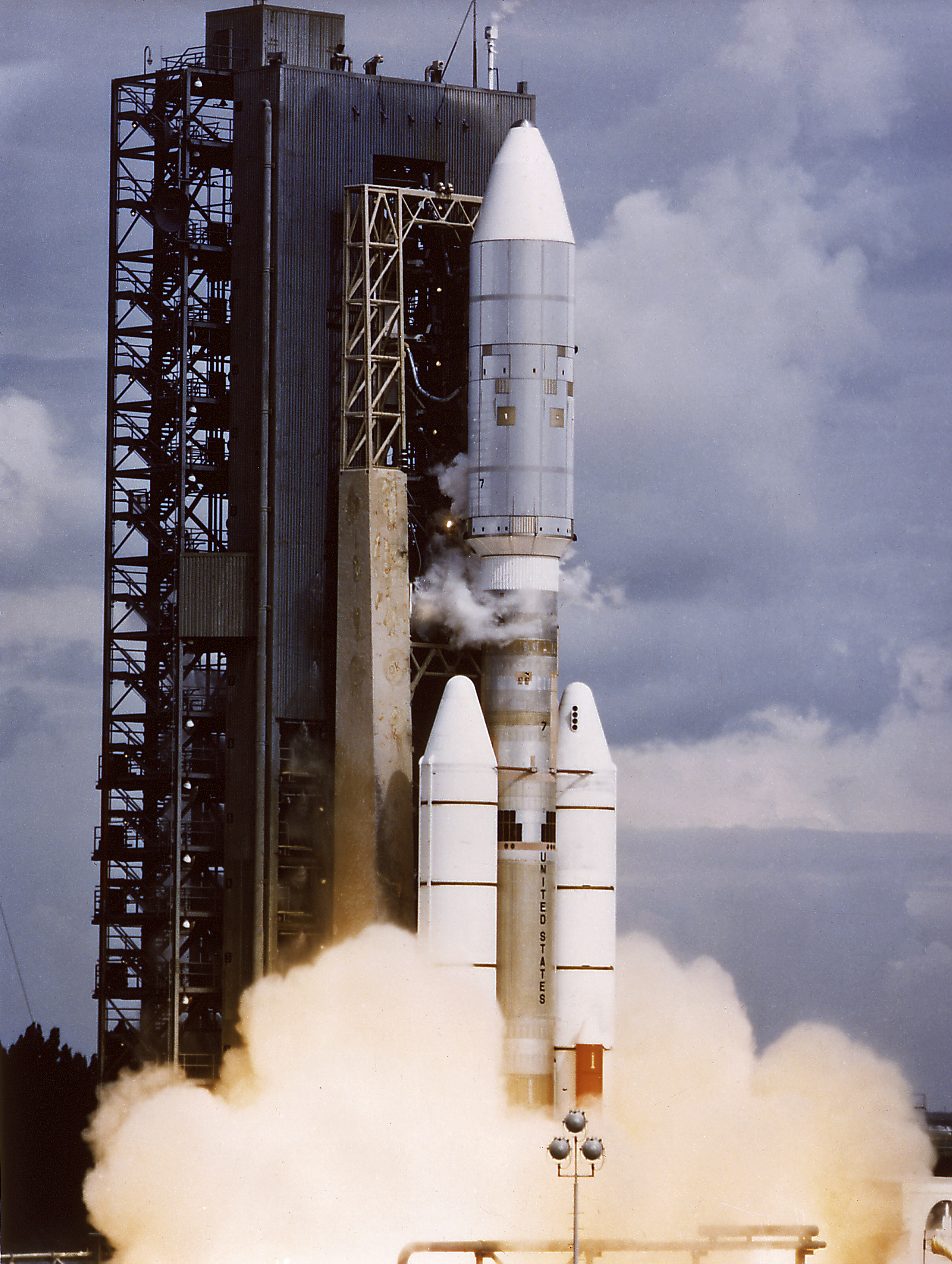
Titan IIIE Centaur startet die Voyager-2-Raumsonde.

Für die NASA wurde die Variante Titan IIIE entwickelt. Diese verwendete eine leicht modifizierte Centaur-Version der damaligen Atlas-Centaur als Oberstufe. Die Centaur war bei der Titan IIIE mit in der neuen voluminösen Nutzlastverkleidung untergebracht. Die Centaur-Oberstufe verwendete eine energiereichere Treibstoffkombination als die Transtage, so dass ihre Nutzlast für hohe Umlaufbahnen deutlich größer als bei der Titan IIIC war. Die NASA verwendete sie in den Jahren 1974–1977 zum Start der Raumsonden Helios, Viking und Voyager 1 sowie Voyager 2. Sie konnte 15 t in eine niedrige Umlaufbahn, 3,4 t in einen geostationären Orbit und 1,5 t in eine Flugbahn zum Jupiter bringen.

### Titan 34D
Danach sollte die Titan vom Space Shuttle abgelöst werden. Da sich das Shuttle-Programm jedoch verzögerte und dennoch schwere Lasten in den Orbit transportiert werden mussten, wurde die Titan 34D entwickelt. Sie war eine Kombination aus den verlängerten ersten beiden Stufen der Titan 34B und verlängerten Feststoffboostern. Sie konnte neben der Transtage auch die IUS als dritte Stufe verwenden. Sie hatte ihren Erststart am 30. Oktober 1982 und konnte 14,5 t in eine niedrige Umlaufbahn bringen.

## Parallelentwicklungen

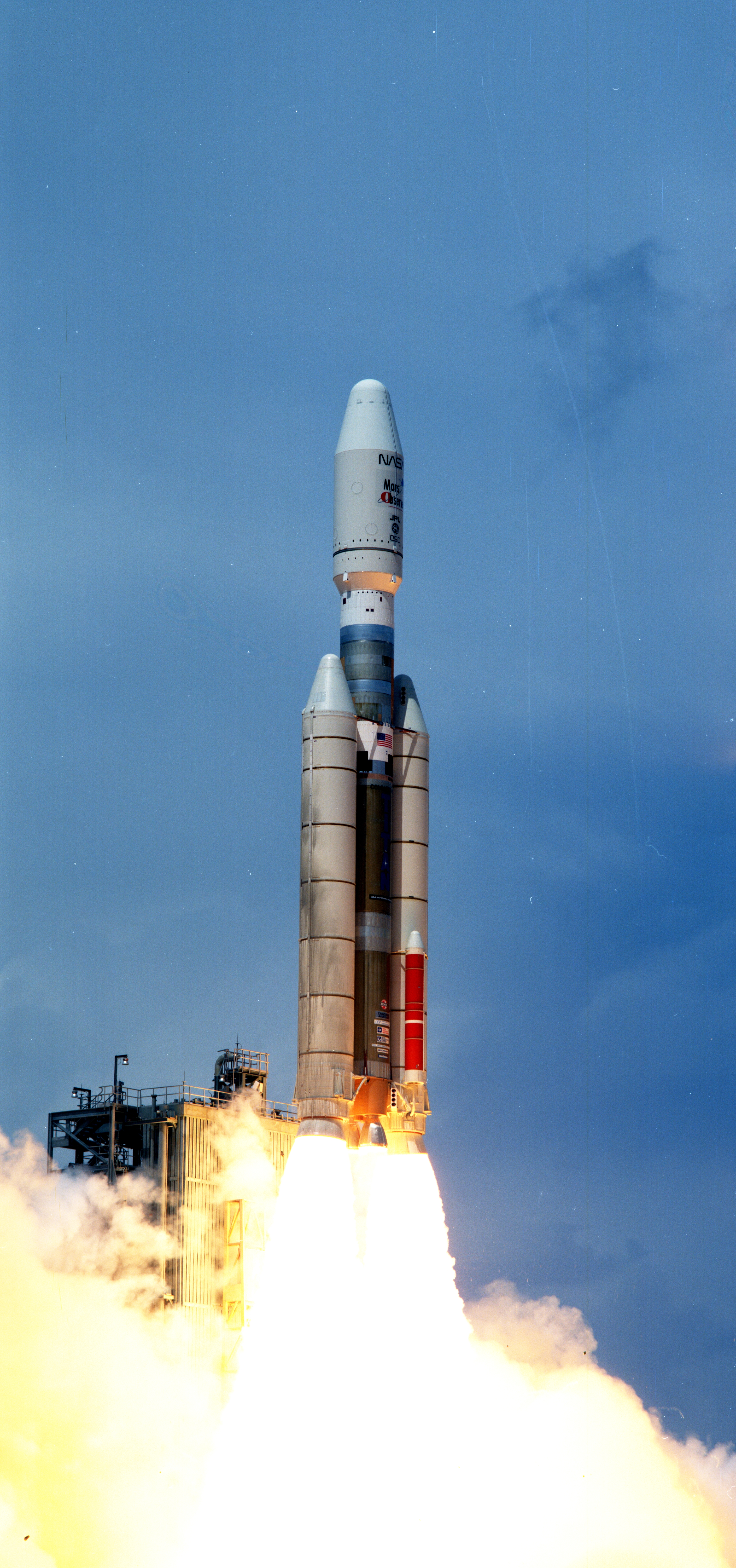
Titan III/Commercial startet mit dem Mars Observer.

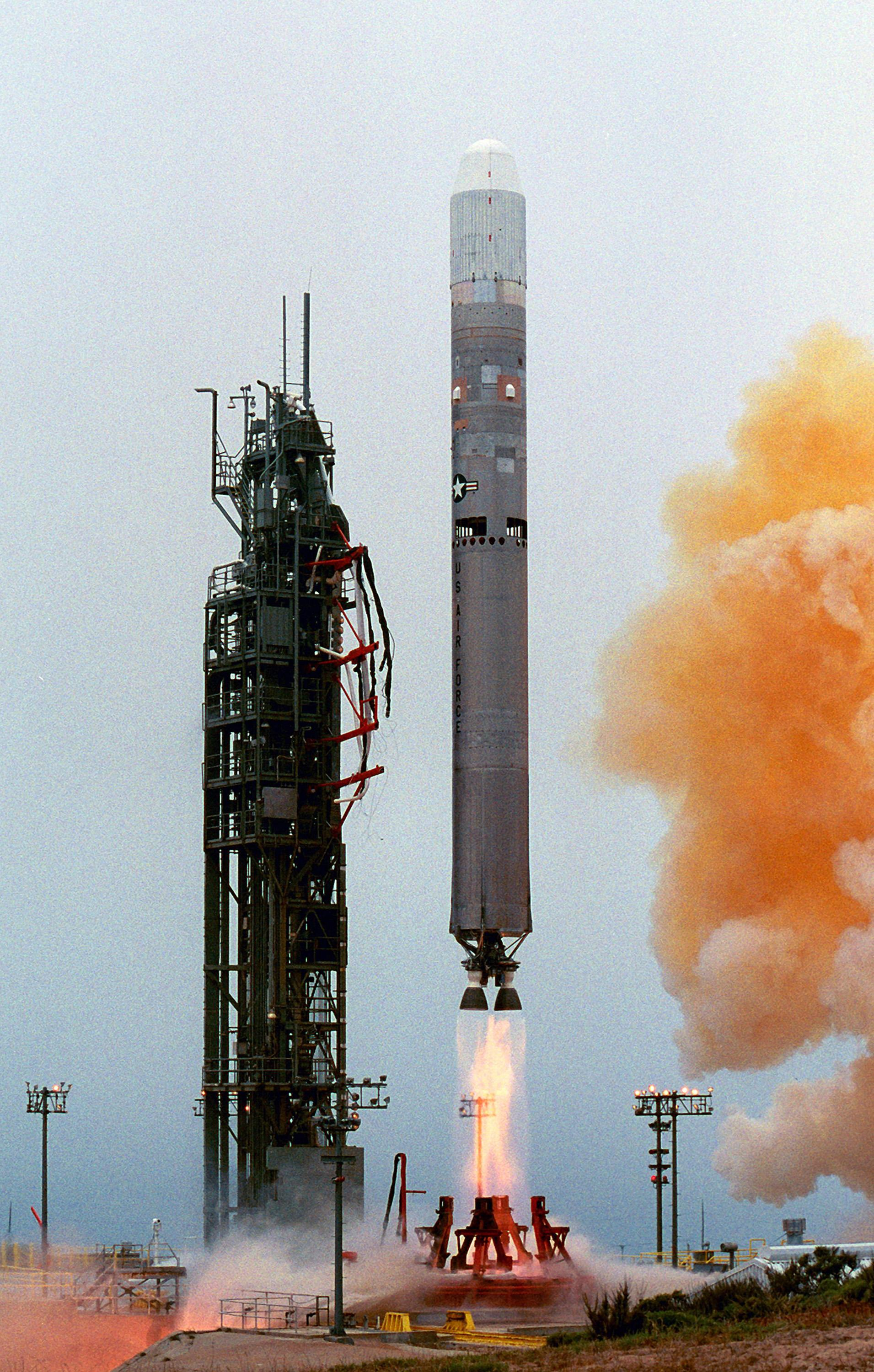
Titan 23G startet mit NOAA-M.

### Titan 23G
1986 bekam Martin Marietta Corporation den Auftrag, die ausgemusterten Titan-II-Interkontinentalraketen zu Trägerraketen umzubauen. Dazu wurden die Startanlagen der Titan IIIB in Vandenberg modifiziert; außerdem wurden die Navigationssysteme der Titan-II-Rakete verbessert und sie erhielt eine neue Nutzlastverkleidung. Die so entstandene Rakete erhielt den Namen Titan 23G. Der erste Start erfolgte am 5. September 1988. Nach insgesamt 13 Starts wurde am 18. Oktober 2003 mit dem letzten Start einer Rakete das Titan-23G-Programm beendet.

### Titan III/Commercial
Auch versuchte der Hersteller Martin Marietta die Titan kommerziell auf dem Satellitenstartmarkt anzubieten. Dazu entstand die Commercial Titan III, die über einige Modifizierungen in erster und zweiter Stufe sowie über eine neue voluminöse Nutzlastverkleidung verfügte. Sie entsprach aber ansonsten einer Titan 34D. Sie konnte in Verbindung mit verschiedenen Oberstufen gestartet werden. Der Erstflug fand am 1. Januar 1990 statt. Nach weiteren drei Flügen wurde die Produktion der Rakete jedoch eingestellt, da sie zu teuer und daher kommerziell nicht wettbewerbsfähig war.

## Titan IV

### Titan IVA

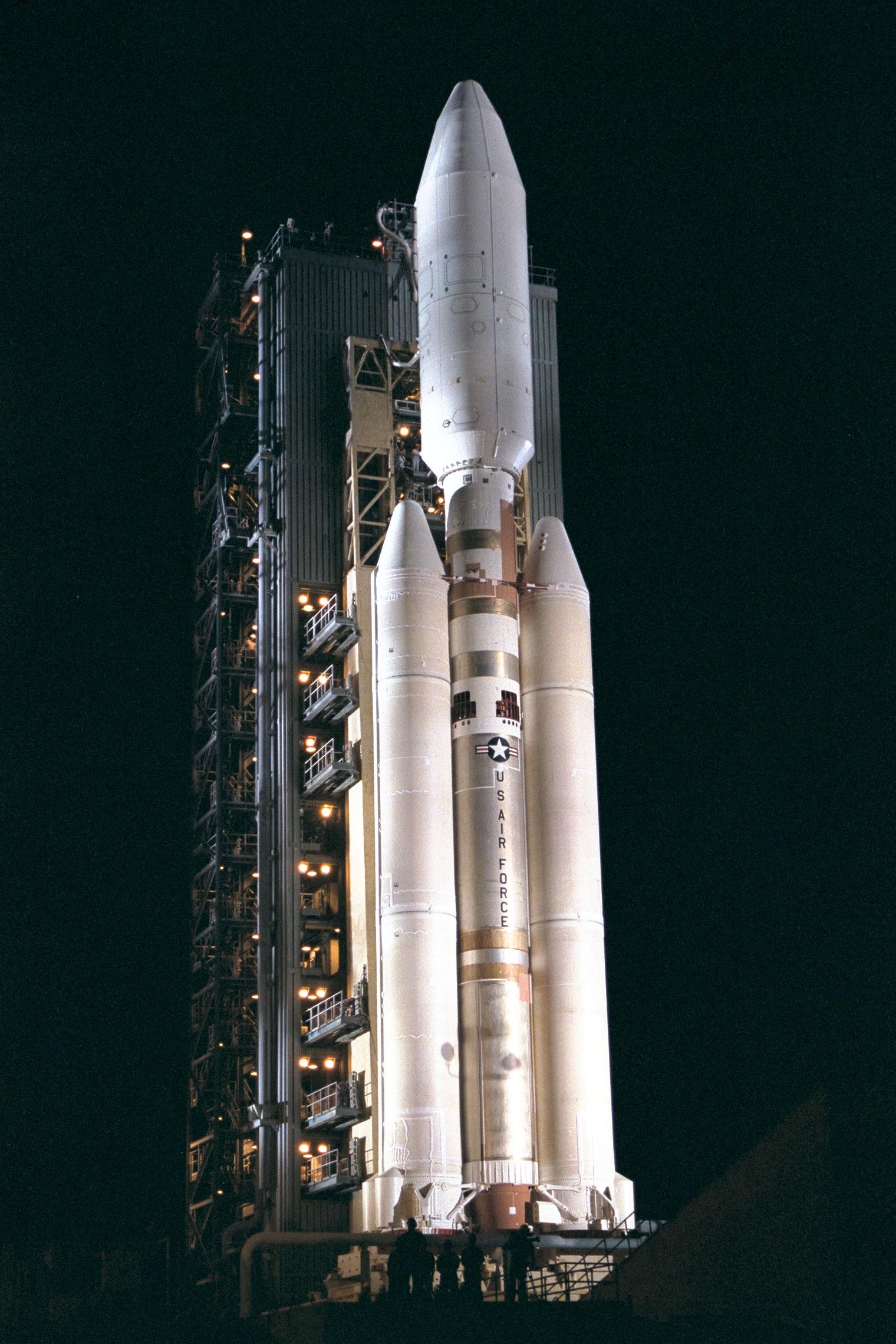
Die zweite Titan-IVB-Rakete mit Cassini-Huygens auf der Startrampe

Aber auch nach dem erfolgreichen Start des Shuttle-Programms waren die Tage der Titan noch nicht gezählt. Durch Startverzögerungen und erst recht durch die Challenger-Katastrophe wurde die Titan IV in Planung genommen. Am 14. Juni 1989 hob die neue Rakete zum Jungfernflug ab. Sie war nochmals größer und schwerer als die Titan III und 34D und konnte dadurch fast 18 t in einen niedrigen Orbit befördern. In Verbindung mit einer verbesserten Centaur-Oberstufe konnte Titan IV bis zu 4,5 t in einen geostationären Orbit bringen.

### Titan IVB
Die letzte Stufe des Programms ist die Titan IVB. Sie wurde als Träger für besonders schwere Lasten konzipiert und unterscheidet sich von der Titan IVA durch größere, schubstärkere, moderne Feststoffbooster mit schwenkbaren Schubdüsen. (Die Booster der Titan IIIC–IVA hatten starre Schubdüsen; gesteuert wurde, indem aus einem separaten Tank Stickstofftetroxid zur Schubvektorsteuerung in die Booster eingespritzt wurde.) Dadurch war sie in der Lage, 21 t in eine niedrige und 5,5 t in eine geostationäre Umlaufbahn zu befördern. Sie startete erstmals am 23. Februar 1997. Bei ihrem zweiten Flug brachte die Titan IVB in Verbindung mit einer Centaur-Oberstufe die Raumsonde Cassini-Huygens auf den Weg zum Saturn. Dies war zugleich der einzige nicht-militärische Einsatz einer Titan IV.

## Ende des Titanprogramms
Der letzte Start einer Titan IVB in Cape Canaveral fand am 30. April 2005 statt. Der endgültig letzte Start einer Titan-IV-Rakete und damit des gesamten Titan-Programms erfolgte am 19. Oktober 2005 von Vandenberg aus. Die extrem teure Titan IVB wurde durch die moderneren und deutlich günstigeren Raketen Delta IV Heavy und Atlas V ersetzt. Schon beim Start von Cassini-Huygens wurde ein Startpreis von 433 Mio. US-Dollar genannt, der später noch deutlich übertroffen worden sein soll.
| Typ                    | Gesamtanzahl | Startort                           | Startort                       |
| Typ                    | Gesamtanzahl | Cape Canaveral Anzahl (Startrampe) | Vandenberg Anzahl (Startrampe) |
| ---------------------- | ------------ | ---------------------------------- | ------------------------------ |
| Titan I ICBM           | 67           | 47 (15, 16, 19, 20)                | 20 (LC-395A, SLTF)             |
| Titan II ICBM          | 81           | 23 (15, 16)                        | 58 (LC-395-B, -C, -D)          |
| Titan II Trägerraketen | 25           | 12 Titan-Gemini (19)               | 13 Titan 23G Raketen (SLC-4W)  |
| Titan IIIA             | 4            | 4 (20)                             | –                              |
| Titan IIIB             | 57           | –                                  | 57 (SLC-4)                     |
| Titan IIIC             | 36           | 36 (40, 41)                        | –                              |
| Titan IIID             | 22           | –                                  | 22 (SLC-4)                     |
| Titan 34B              | 11           | –                                  | 11 (SLC-4)                     |
| Titan IIIE             | 7            | 7 (41)                             | –                              |
| Titan 34D              | 15           | 8 (40)                             | 7 (SLC-4)                      |
| Commercial Titan       | 4            | 4 (40)                             | –                              |
| Titan IVA              | 22           | 14 (40, 41)                        | 8 (SLC-4)                      |
| Titan IVB              | 17           | 13 (40, 41)                        | 4 (SLC-4)                      |
| Gesamt                 | 368          | 168                                | 200                            |

## Tabelle der wichtigsten Titanversionen
| Daten / Versionen →             | Titan II         | Titan III (Titan IIIA) | Titan IIIE Centaur                | Titan IVA                  | Titan IVB                         |
| ------------------------------- | ---------------- | ---------------------- | --------------------------------- | -------------------------- | --------------------------------- |
| Erstflug                        | 8. April 1964    | 2. September 1964      | 11. Februar 1974                  | 4. Juni 1989               | 23. Februar 1997                  |
| Letzter Flug                    | 18. Oktober 2003 | 25. September 1992     | 5. September 1977                 | 12. August 1998            | 19. Oktober 2005                  |
| Vollmasse (betankt)             | 151 t (137 t)    | 173 t (158 t)          | 632 t                             | 860 t (733 t)              | 924 t (811 t)                     |
| Nutzlast LEO                    | 3,8 t            | 3,5 t                  | 15,4 t                            | 17,7 t                     | 21,7 t (5,7 t GEO)                |
| Höhe                            | 32 m             | 37,8 m                 | 48 m                              | 50 m                       | 51 m                              |
| Durchmesser Nutzlastverkleidung | 3,05 m           | 3,05 m                 | 4,27 m                            | max. 5,1 m                 | max. 5,1 m                        |
| Startschub                      | 1.912 kN         | 1.941 kN               | 8.900 kN                          | 11.230 kN                  | 13.531 kN                         |
| Treibstoff                      | Aerozin 50/N2O4  | Aerozin 50/N2O4        | H2/O2, Aerozin 50/N2O4, Feststoff | Aerozin 50/N2O4, Feststoff | Aerozin 50/N2O4, Feststoff (HTPB) |

## Trivia
In der Fernsehserie Stargate Kommando SG-1 steht das Stargate in einem fiktiven ehemaligen unterirdischen Raketensilo für die Titan (Rakete), welches in der 21. Folge „1969“ der zweiten Staffel von den Protagonisten besucht wird.
In Star Trek: Der erste Kontakt wird im Jahr 2063 eine Titan-V-Rakete benutzt, um das erste warpfähige Raumschiff der Menschheit, die Phoenix, ins Weltall zu bringen.